# Station Kautenbach
Station Kautenbach (Luxemburgs: Gare Kautenbaach) is een spoorwegstation in de plaats Kautenbach (gemeente Kiischpelt) in het noordwesten van Groothertogdom Luxemburg.
Op station Kautenbach vertrekken treinen naar Wiltz, Troisvierges, Luxembourg en Luik-Guillemins.
Het station ligt aan lijnen 1 en 1b. Hier takt de lijn naar Wiltz (en voorheen Bastenaken-Noord) af. Het wordt beheerd door de Luxemburgse vervoerder CFL.

## Treindienst
| Serie         | Treinsoort             | Route                                                       | Bijzonderheden                                        |
| ------------- | ---------------------- | ----------------------------------------------------------- | ----------------------------------------------------- |
| IC 33         | Intercity (NMBS / CFL) | Liers – Luik-Guillemins – Gouvy – Kautenbach – Luxemburg    | Rijdt in het weekend 1×/2u. tussen Liers - Luxemburg. |
| RE 1700       | Regional-Express (CFL) | Kautenbach – Wiltz                                          | Op werkdagen, halfuursdienst met RE 1800.             |
| RE 1800       | Regional-Express (CFL) | Kautenbach – Wiltz                                          | Op werkdagen, halfuursdienst met RE 1700.             |
| RE 3700       | Regional-Express (CFL) | Luxemburg – Mersch – Ettelbruck – Kautenbach – Troisvierges | Halfuursdienst met RE 3800.                           |
| RE 3800       | Regional-Express (CFL) | Luxemburg – Mersch – Ettelbruck – Kautenbach – Troisvierges | Halfuursdienst met RE 3700.                           |
| RE 7600P 7605 | Regional-Express (CFL) | Gouvy – Kautenbach – Luxemburg                              | Rijdt alleen op werkdagen.                            |
| RE 8600P 8640 | Regional-Express (CFL) | Luxemburg – Kautenbach – Gouvy                              | Rijdt alleen op werkdagen.                            |
| RB 1750       | Regionalbahn (CFL)     | Kautenbach – Wiltz                                          | Rijdt alleen in het weekend.                          |